# Брусничный (Иркутская область)
Брусни́чный — посёлок в Нижнеилимском районе Иркутской области России. Административный центр и единственный населённый пункт Брусничного муниципального образования.

## География
Посёлок находится на расстоянии примерно 92 км к северо-западу от города Железногорск-Илимский, административного центра района.

## Население
| 2002 | 2010 | 2011 | 2012 | 2013 | 2014 | 2015 |
| ---- | ---- | ---- | ---- | ---- | ---- | ---- |
| 745  | ↘490 | ↘485 | ↘460 | ↘432 | ↘412 | ↘388 |
| 2016 | 2017 |      |      |      |      |      |
| ↘367 | ↘339 |      |      |      |      |      |

### Половой состав
По данным Всероссийской переписи, в 2010 году в посёлке проживало 490 человек (238 мужчин и 252 женщины).